# Montalto (Rionero Sannitico)
Montalto è una frazione di Rionero Sannitico, in provincia di Isernia. La popolazione residente è composta da 200 abitanti circa e si estende da ovest verso est lungo il tratturo Lucera-Castel di Sangro.

## Georgrafia

### Borgate
Montalto si divide nelle seguenti borgate:
- cuculon
- la cumbina (antico confine del feudo di Montalto con il territorio di Castel di Sangro)
- r' bucchiard
- la font (la Fontana di San Lorenzo al centro del tratturo e del paese)
- r' carbun
- r' quason (riferito al casone dei guardiani del feudo rustico)
- l'acquarbaron' (forse riferito ai Baroni Volpe antichi proprietari del feudo)
- r' tafaron'  (forse derivato dalla Fara longobarda)

## Storia

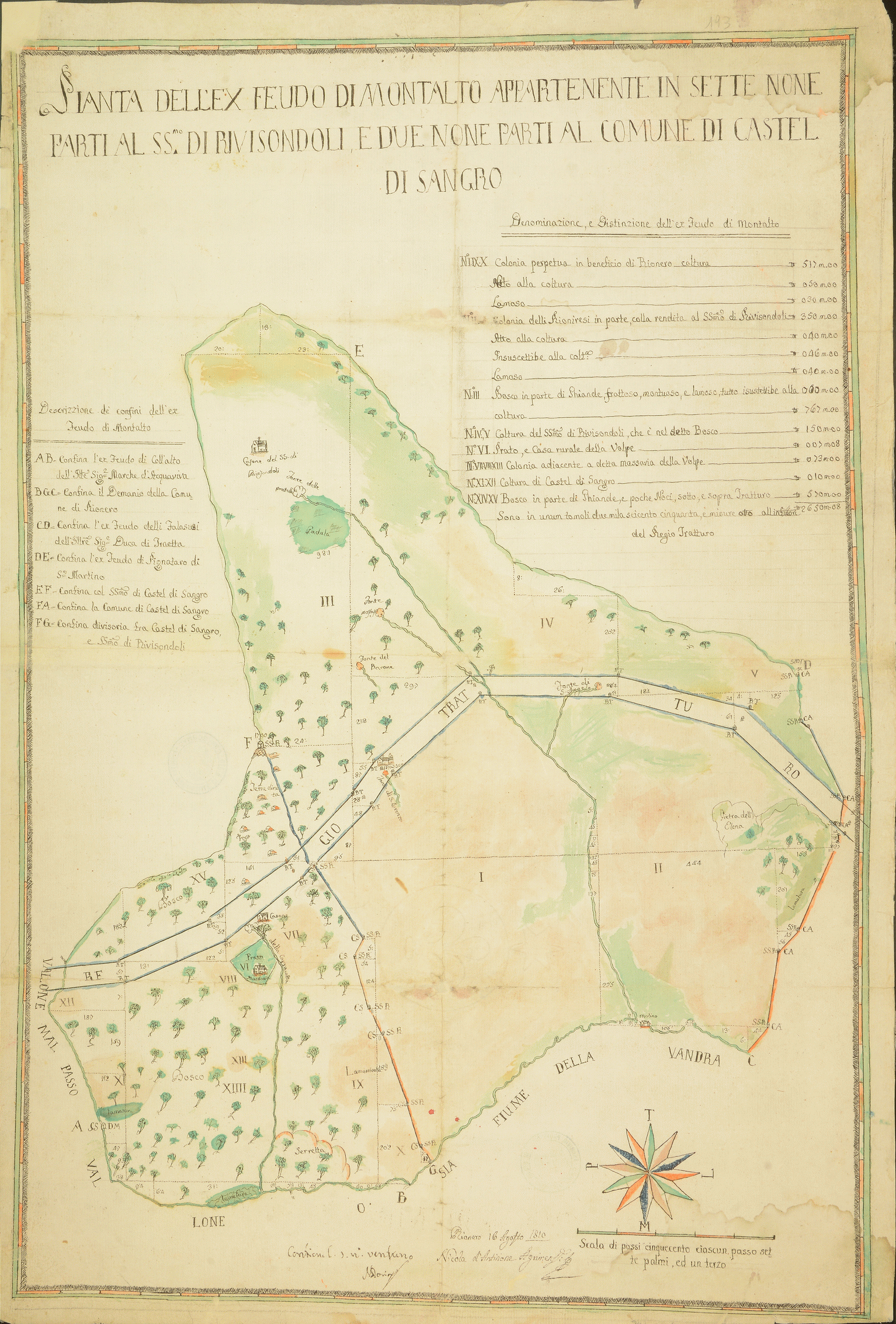
Pianta dell'ex feudo di Montalto

Negli anni 1960 vennero rinvenuti nel territorio resti due un antichi luoghi di culto di epoca sannitica, con numerose suppellettili andate in parte perdute. Nei pressi del passo di Bocca di Forlì vi sono tracce di un antico insediamento murato, inizialmente attribuito ai Sanniti ma in seguito considerato di origine medievale da diversi studi successivi. Sono invece più evidenti le tracce lasciate dalle fortificazioni sannitiche presenti sul territorio, come la fortificazione di località Penna, su un'altura che domina il tratturo Lucera-Castel di Sangro e la valle del torrente Vandrella: le mura, di forma semicircolare, raggiungono i due metri di altezza nelle sezioni meglio conservate, e la fortificazione della località Bosco delle Rocche-Cimitero. 
Nel periodo medievale le fortificazioni italiche erano del tutto abbandonate in favore di un nuovo insediamento murato edificato sull'altura della località Castello, le cui prime menzioni come Mons Altus risalgono al XII secolo nel Catalogus baronum, tuttavia anche questo insediamento risulterà disabitato dal XV secolo. 
L'odierno abitato di Montalto conosce un primo sviluppo solamente nella seconda metà del XIX secolo limitandosi a due file di abitazioni ai margini della strada del tratturo Lucera-Castel di Sangro.